# Рулье, Чейз
Чейз Рулье (англ. Chase Roullier; 23 августа 1993, Бернсвилл, Миннесота) — профессиональный американский футболист, выступавший на позиции центра. Всю профессиональную карьеру провёл в клубе НФЛ «Вашингтон Коммандерс». На студенческом уровне играл за команду Вайомингского университета. На драфте НФЛ 2017 года был выбран в шестом раунде.

## Биография
Чейз Рулье родился 23 августа 1993 года в Бернсвилле в Миннесоте. Младший из двух детей в семье. Там же окончил старшую школу, три года был игроком её футбольной и баскетбольной команд. В футбол играл линейным нападения и защиты, был капитаном команды, претендовал на титул «Мистер Футбол» в штате. В выпускной год как линейный нападения был включён в сборную звёзд штата по версии агентства Associated Press. В 2012 году поступил в Ваоймингский университет.

### Любительская карьера
Сезон 2012 года Рулье провёл в статусе освобождённого игрока, не принимая участия в официальных играх команды. В 2013 году он дебютировал в футбольнойм турнире NCAA, приняв участие в десяти играх на позициях гарда и центра. Последние матча он сыграл в стартовом составе. Перед началом сезона 2014 года Рулье занял место основного левого гарда «Вайоминг Каубойс», где сыграл двенадцать матчей. При его непосредственном участии был установлен рекорд университета — 694 ярда в нападении в игре против «Фресно Стейт Буллдогз».
В 2015 году Рулье провёл двенадцать игр на позиции левого гарда. Он сыграл 740 снэпов, допустив лишь одно нарушение правил. Издание Pro Football Focus по итогам сезона признало его лучшим гардом, а также включило в десятку лучших линейных NCAA. По ходу турнира Рулье был одним из ключевых блокирующих для раннинбека Брайана Хилла, набравшего выносом 1631 ярд. Перед началом сезона 2016 года тренерский штаб команды перевёл его на место центра. Он сыграл на этой позиции в четырнадцати играх.

### Профессиональная карьера
Перед драфтом НФЛ 2017 года аналитик издания Bleacher Report Мэтт Миллер прогнозировал Рулье выбор в четвёртом раунде, сравнивая его с игроком «Сан-Франциско Фоти Найнерс» Джереми Зуттой. К его сильным сторонам Миллер относил универсальность, выносливость и футбольный интеллект. Недостатками Рулье назывались короткие руки, нехватку подвижности для игры в зонных схемах выноса и отсутствие опыта действий против защитников высокого уровня.
Рулье был задрафтован «Вашингтоном» в шестом раунде под общим 199-м номером. Сумма его четырёхлетнего контракта новичка составила 2,55 млн долларов. В своём первом сезоне в НФЛ он принял участие в тринадцати играх команды, семь из них начал стартовым центром. По словам самого Рулье, важную роль в его адаптации в лиге сыграл квотербек команды Кирк Казинс. В 2018 году он сыграл в основном составе «Редскинс» во всех шестнадцати матчах регулярного чемпионата. По итогам сезона он получил от Pro Football Focus 62,1 балла, заняв 18-е место среди центров лиги. По эффективности в выносной игре он стал одним из худших, в пасовых розыгрышах Рулье выглядел лучше, пропустив всего 19 давлений на квотербека и только один сэк. В 2019 году он сыграл четырнадцать матчей, заработав оценку 69,3 балла, пятнадцатую среди всех центров. Четвёртый сезон по первому контракту стал для Рулье лучшим. Он провёл на месте стартового центра все шестнадцать игр команды, Pro Football Focus оценили его игру на 76,4 балла. По действиям в пасовом нападении он стал третьим в лиге, уступив только Брэндону Линдеру и Джей Си Треттеру. В январе 2021 года он подписал с клубом новый четырёхлетний контракт на 40 млн долларов.
В сезоне 2021 года Рулье сыграл за «Вашингтон» в восьми играх. В матче с «Денвером» он получил травму ноги и не смог самостоятельно покинуть поле. После матча ему диагностировали перелом малоберцовой кости. Оставшуюся часть сезона он пропустил. В 2022 году Рулье смог выйти на поле только в двух играх. В сентябре клуб внёс его в список травмированных, а 4 октября стало известно, что игроку потребуется операция на колене. Второй год подряд он был вынужден пропустить большую часть чемпионата. В мае 2023 года «Вашингтон» объявил об отчислении игрока. В июле Рулье через Instagram объявил о завершении спортивной карьеры.